# سان ميغيليتو (بنما)
سان ميغيليتو (بالإسبانية: San Miguelito) هي مدينة ومنطقة في محافظة بنما في دولة بنما. بلغ عدد سكانها وفقًا لتعداد عام 2000 نحو 293,745 نسمة؛ في حين تُقدّر الإحصاءات الرسمية الأخيرة (لعام 2019) عدد السكان بـ375,409 نسمة. تبلغ مساحة المنطقة حوالي 50.1 كيلومتر مربع. منطقة سان ميغيليتو محاطة بالكامل بمنطقة بنما (التي تُحيط بها من جميع الجهات)، كما أنها تُعد جزءاً من المنطقة الحضرية لمدينة بنما.